# Ateuchus globulus
Ateuchus globulus är en skalbaggsart som beskrevs av Antoine Boucomont 1928. Ateuchus globulus ingår i släktet Ateuchus och familjen bladhorningar. Inga underarter finns listade.